# Marek Krajčí
Marek Krajčí (Pozsony, 1974. március 24. –) szlovák gyermekkardiológus, politikus, az Egyszerű Emberek és Független Személyiségek tagja, 2020-tól 2021-ig Szlovákia egészségügyi minisztere.
Főállása mellett zenész, ötgyermekes keresztény családapa.

## Pályafutása
2020 márciusában egészségügyi miniszteri posztot kapott Igor Matovič kormányában. 2021 tavaszára azonban koalíciós feszültségek alakultak ki a Covid19-járvány kezelése körül. Matovič kiállt minisztere mellett, végül azonban ő maga is belebukott a koalíciós válságba, amikor partnerei háta mögött intézte el Szputnyik V vakcinák beszerzését. Végül az átalakított kormányból a korábbi miniszterek közül egyedül Krajčí maradt ki, aki parlamenti képviselőként folytatta pályafutását.